# عدد کاپرکار
در ریاضیات، عدد p-کاپرکار (p-Kaprekar Number) عددی طبیعی است که می‌توان نمایش مربع (توان دوم) آن در یک مبنای داده شده را به دو بخش جداسازی کرد، به گونه‌ای که بخش دوم دارای p رقم بوده و جمع دو بخش آن برابر عدد اصلی شود. این اعداد را به نام دی. آر. کاپرکار نامگذاری نموده‌اند.